# Guido Fubini
Guido Fubini (n. 19 ianuarie 1879, Veneția, Italia – d. 6 iunie 1943, New York City, New York, SUA) a fost un matematician italian, de etnie ebraică, cu contribuții mai ales în domeniul geometriei diferențiale.
A fost un reprezentant important al școlii italiene de geometrie din secolul al XX-lea.
Teorema lui Fubini și metrica Fubini îi poartă numele.
A studiat la Universitatea din Pisa (în perioada 1896–1900).
A fost profesor la mai multe universități italiene: Universitatea din Catania (începând cu 1903), la cea din Genova (din 1904), la Școala de Ingineri din Torino (din 1908).
La bătrânețe, pentru a scăpa de prigoana antisemită, se retrage cu familia în SUA și predă la  Universitatea Princeton.

## Activitate științifică
Activitatea sa se referă în primul rând la studiul suprafețelor proiectiv aplicabile, contribuind la dezvoltarea geometriei diferențiale.

A studiat teoria spațiilor simetrice.

A demonstrat teorema referitoare la posibilitatea transformării integralei duble în două integrale.
S-a ocupat și de teoria grupurilor.

## Scrieri
- 1901: Equazioni integrali a valori occasionali;
- 1903: Sull'inversione degli integrali definite;
- 1910: Di alcune nuove classi de equazioni integrali;
- 1926: Geometria proiettiva differenziale (Bologna, dar apărută și la Padova în 1929), lucrare recunoscută pe plan mondial, în care a luat ca bază rezultatul cercetărilor lui Gheorghe Țițeica;
- 1940: On Bianchi's Permutability Theorem and the Theory of W. congruences, în care a încercat să considere demonstrarea teoremei reciproce a permutabilității lui Luigi Bianchi.